# 터치무브 규칙
터치무브 규칙(touch-move rule)은 자신의 차례 때 만진 기물은, 그 기물이 움직일 수 있다면 반드시 움직여야 한다는 체스의 규칙이다. 기물이 움직일 수 없는 상태라면 터치무브 규칙이 적용되지 않는다. 모든 공식 오프라인 체스 대회에서는 이 룰을 반드시 따른다. 만일 기물의 현재 칸 내에서 위치를 약간 조정하고 싶다면 기물을 만지기 전에 j'adoube("자두브", '말을 조정하겠다'는 뜻의 프랑스어)라고 말해야 한다.
온라인 체스에서는 보통 적용되지 않고, 상대 차례일 때 자신의 기물을 '미리두기' 할 수 있다.

## 같이 보기
- 체스 규칙
- 주쇼기